# Sibai
Sibai (baschkirisch und russisch Сиба́й) ist mit 62.763 Einwohnern (Stand 14. Oktober 2010) eine der größeren Städte im Süden der russischen Teilrepublik Baschkortostan.

## Lage
Die Stadt liegt am südlichen Uralgebirge, nahe der Grenze Baschkortostans zur Oblast Tscheljabinsk, und ist etwa 460 km von der Republikhauptstadt Ufa und 95 km von der Stadt Magnitogorsk entfernt. Die nächstgelegene Stadt ist das 25 km entfernte Baimak.

## Geschichte
Sibai entstand ab dem Jahr 1938 und ist damit eine relativ junge Stadt. Anfangs war es eine Arbeitersiedlung, die aus dem Dorf Starossibajewo hervorging und zu einer in der Nähe erschlossenen Kupferlagerstätte gehörte. 1955 wurden Sibai die Stadtrechte verliehen, weshalb 2005 das 50-jährige Bestehen der Stadt gefeiert wurde.

### Bevölkerungsentwicklung
| Jahr | Einwohner |
| ---- | --------- |
| 1939 | 2.396     |
| 1959 | 28.822    |
| 1970 | 37.656    |
| 1979 | 40.294    |
| 1989 | 47.257    |
| 2002 | 59.082    |
| 2010 | 62.763    |

Anmerkung: Volkszählungsdaten 

## Wirtschaft und Verkehr
Ein wichtiger Betrieb in Sibai ist das Kupfer- und Schwefelkombinat, das das in der Umgebung der Stadt geförderte Kupfererz verarbeitet. Außerdem gibt es hier Betriebe der Holz-, Leicht- und Lebensmittelindustrie.
Sibai liegt an einer Straße von Ufa nach Magnitogorsk sowie an einer Eisenbahnlinie, die die Stadt mit Magnitogorsk verbindet.
Der Flughafen nahe Sibai ist nicht mehr in Betrieb. Der Flugverkehr wurde vor einigen Jahren eingestellt.